# Kontrollüberzeugung
Kontrollüberzeugung ist ein im Zusammenhang mit behavioristischen Verstärkerplänen entstandener Begriff aus der Psychologie, der von Rotter 1966 auf Basis seiner Attributionstheorie eingeführt wurde. Das Konstrukt bezieht sich auf das Ausmaß, mit dem ein Subjekt glaubt, dass das Auftreten eines Ereignisses abhängig vom eigenen Verhalten ist, ob also der Ort der Kontrolle innerhalb oder außerhalb des Einflussbereichs des Individuums liegt (englisch: internal vs. external locus of control). Der Begriff der „internalen versus externalen Kontrolle der Verstärkung“ hat sich inzwischen im deutschsprachigen Raum zur Terminologie „Kontrollüberzeugung“ verkürzt.

## Internale und externale Kontrolle
Eine internale Kontrollüberzeugung liegt dann vor, wenn ein Individuum ein positives oder negatives Ereignis als Konsequenz des eigenen Verhaltens wahrnimmt, während eine externale Kontrollüberzeugung vorliegt, wenn dieses Ereignis vom eigenen Verhalten als unabhängig wahrgenommen wird, d. h. als der eigenen Kontrolle entzogen. Nach heutigem Forschungsstand unterscheidet man zwischen sozial-externaler Kontrollüberzeugung (der Kontrolle durch andere Personen) und fatalistisch-externaler Kontrollüberzeugung (der Kontrolle durch das Schicksal, Glück/Pech, den Zufall …).
Die Wahrnehmung spielt hierbei eine große Rolle: Es ist innerhalb dieses Konstrukts unerheblich, ob ein Ereignis tatsächlich der eigenen Kontrolle unterliegt oder nicht, sondern allein, ob das Individuum dies glaubt. Rotter (1975) weist darauf hin, dass dieser Glaube nicht als dichotom zu begreifen ist, sondern als ein Kontinuum. In engem Zusammenhang mit dem Konstrukt der Kontrollüberzeugung hängt das der Kausalattribuierung.

## Kontrollüberzeugung und Selbstwirksamkeit
Häufig kommt es im Zusammenhang mit „Kontrollüberzeugung“ zu einer Gleichsetzung mit dem Begriff „Selbstwirksamkeit“ bzw. „Selbstwirksamkeitserwartung“. Das ist in einem kognitiven Paradigma falsch, denn es existiert ein Unterschied zwischen der Überzeugung, ein Ereignis sei auf irgendeine Weise herbeizuführen (= Kontrollüberzeugung) und der Annahme, dass man selbst das Subjekt sei, welches ein Ereignis herbeiführen kann (= Selbstwirksamkeitserwartung).
Es ist demnach möglich, dass ein Subjekt zwar eine (internale) Kontrollüberzeugung hat, aber keine Selbstwirksamkeit, und in Kenntnis dessen auch keine Selbstwirksamkeitserwartung. Der umgekehrte Fall ist allerdings undenkbar: Ein Subjekt, das überzeugt ist, ein bestimmtes Ereignis sei nicht irgendwie kontrollierbar, wird auch nicht annehmen, dies selbst bewirken zu können.
Fallbeispiel(e):
- Person A glaubt, dass es unmöglich sei, eine bestimmte Tür zu passieren, da das Schloss defekt sei: (externale) Kontrollüberzeugung, da niemand in der Lage sei, das Schloss zu öffnen. (Frage der Selbstwirksamkeit erübrigt sich daher)
- Person B glaubt, die Tür sei sehr wohl zu öffnen, nur sie selbst besitze nicht den passenden Schlüssel: (internale) Kontrollüberzeugung „Tür kann prinzipiell geöffnet werden!“, aber keine Selbstwirksamkeitserwartung.
- Person C glaubt, die Tür sei zu öffnen und sie selbst besitze auch den passenden Schlüssel: sowohl (internale) Kontrollüberzeugung als auch Selbstwirksamkeitserwartung vorhanden.
- Person D glaubt zwar, dass ihr Schlüssel passe, denkt aber, dass das Schloss defekt sei: (externale) Kontrollüberzeugung. (Frage der Selbstwirksamkeitserwartung erübrigt sich auch hier).

Lediglich Person C wird direkt handeln, da sie sowohl über internale Kontrollüberzeugung als auch über Selbstwirksamkeitserwartung verfügt. Person B könnte versuchen, jemand anderen zum Handeln zu bewegen. Person A und D werden keinen Versuch unternehmen, die Tür zu passieren, da sie grundsätzlich davon ausgehen, dass kein Verhalten die Tür öffnen kann: (externale) Kontrollüberzeugung. 
Es sei vor allem darauf hingewiesen, dass es sich hierbei um interne/mentale Vorgänge handelt, die mit der Realität in keiner Weise übereinstimmen müssen, aber dennoch das Handeln der Individuen lenken. Wer davon ausgeht, dass eine bestimmte Tür defekt ist, wird sie nicht benutzen, selbst wenn der Hausmeister schon lange das Schloss ausgetauscht hat.
Ein typischer Gedanke, der eine nicht vorhandene Kontrollüberzeugung thematisiert, wäre: „Das bringt nichts. Das ist sinnlos. Da kann man nichts machen.“ Mangelnde Selbstwirksamkeitserwartung: „Ich kann das nicht. Ich weiß nicht, wie es geht. Ich werde es nicht schaffen (andere evtl. aber schon)“.
| Kontrollüberzeugungstyp | Kontrollüberzeugung ‚Ist das überhaupt machbar?‘ -Schloss- | Selbstwirksamkeitserwartung ‚Ist jemand überhaupt in der Lage?-Schlüssel- | Handeln der Individuum ‚Versuch oder nicht?‘ -aufmachen / Nichtstun- |
| ----------------------- | ---------------------------------------------------------- | ------------------------------------------------------------------------- | -------------------------------------------------------------------- |
| externale K.Ü. A        | ❌                                                         | ❌                                                                        | ❌                                                                   |
| externale K.Ü. D        | ❌                                                         | ✅+‘ich‘                                                                  | ❌                                                                   |
| Internale K.Ü. B        | ✅                                                         | ✅+‘ Nicht-ich‘                                                           | jn. Zum Handeln bewegen                                              |
| Internale K.Ü. C        | ✅                                                         | ✅+‘ich‘                                                                  | ✅                                                                   |

## Kontrollüberzeugung und Gesundheit
Die Kontrollüberzeugung steht in Zusammenhang mit Gesunderhaltung, Gesundung nach (auch schweren) Erkrankungen (wie z. B. einer Rückenmarksverletzung), Stresserleben und Mortalität, wobei internale Kontrollüberzeugungen mit positiven Entwicklungen korrelieren.